# They-sous-Montfort
They-sous-Montfort ist eine französische Gemeinde mit 123 Einwohnern (Stand: 1. Januar 2022) im Département Vosges in der Region Grand Est (bis 2015 Lothringen). Sie gehört zum Arrondissement Neufchâteau und zum Gemeindeverband Terre d’Eau.
Die Gemeinde besteht aus zwei Teilen:
- La Petite They mit dem Rathaus und der Schule
- La Grande They mit der Kirche und einem Soldatenfriedhof

Der Namenszusatz „-sous-Montfort“ (-unter [dem] Montfort) deutet auf eine frühe Verbindung zur mittelalterlichen Höhenburg Montfort auf dem nahen 457 m hohen Mont Saint-Jean.

## Geografie
Die Gemeinde They-sous-Montfort liegt sieben Kilometer nördlich der Mineralwasserstadt Vittel in hügeligem und waldreichen Gelände. Umgeben wird They-sous-Montfort von den Nachbargemeinden Domjulien im Norden, La Neuveville-sous-Montfort im Osten, Haréville im Südosten, Vittel im Süden und Südwesten sowie Saint-Remimont und Parey-sous-Montfort im Nordwesten.

## Bevölkerungsentwicklung
| Jahr      | 1962 | 1968 | 1975 | 1982 | 1990 | 1999 | 2006 | 2014 | 2022 |
| Einwohner | 239  | 214  | 212  | 188  | 178  | 177  | 166  | 132  | 123  |

Im Jahr 1846 wurde mit 444 Bewohnern die bisher höchste Einwohnerzahl ermittelt. Die Zahlen basieren auf den Daten von cassini.ehess und INSEE.

## Sehenswürdigkeiten

Kirche Saint-Symphorien
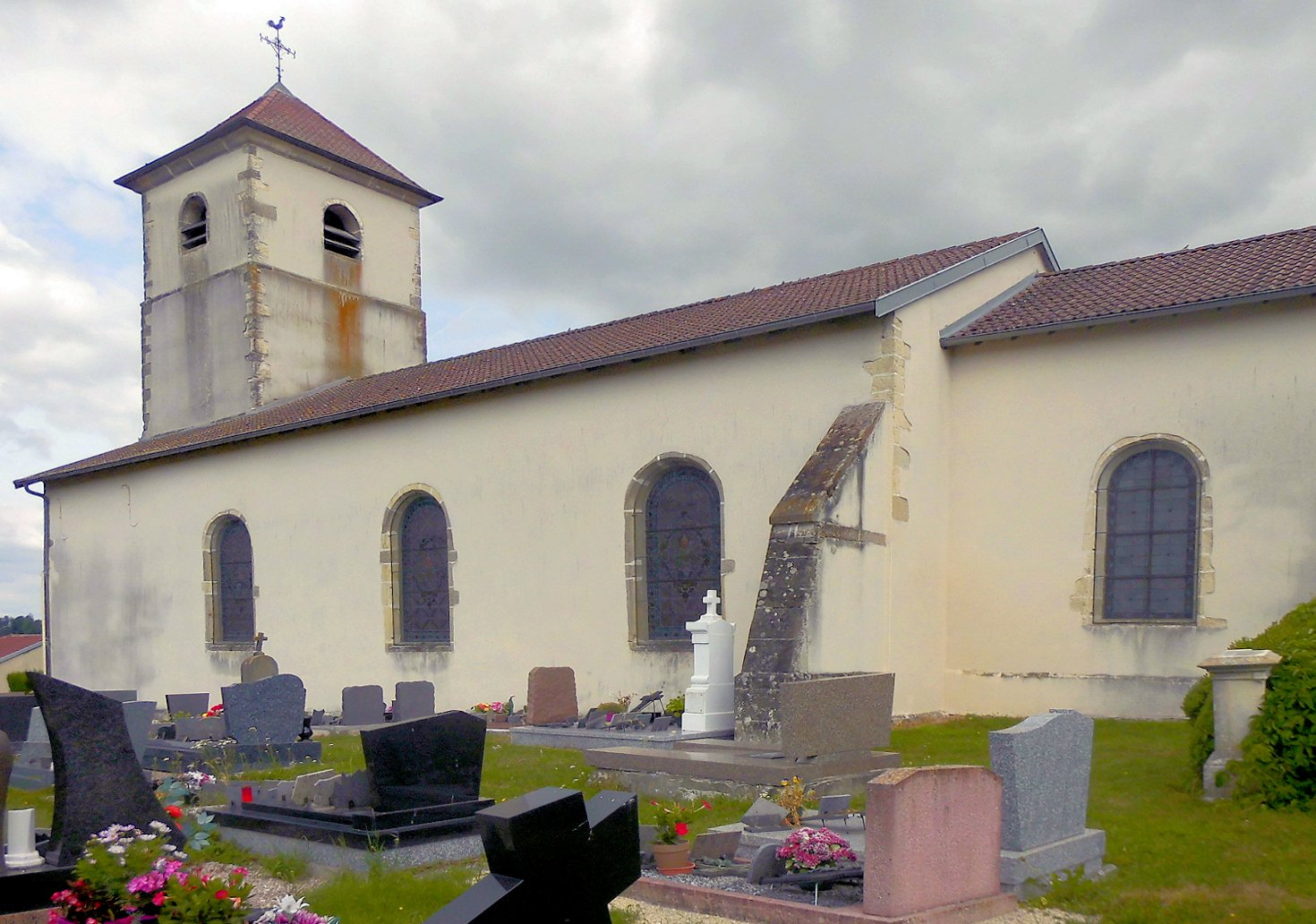
Südostseite
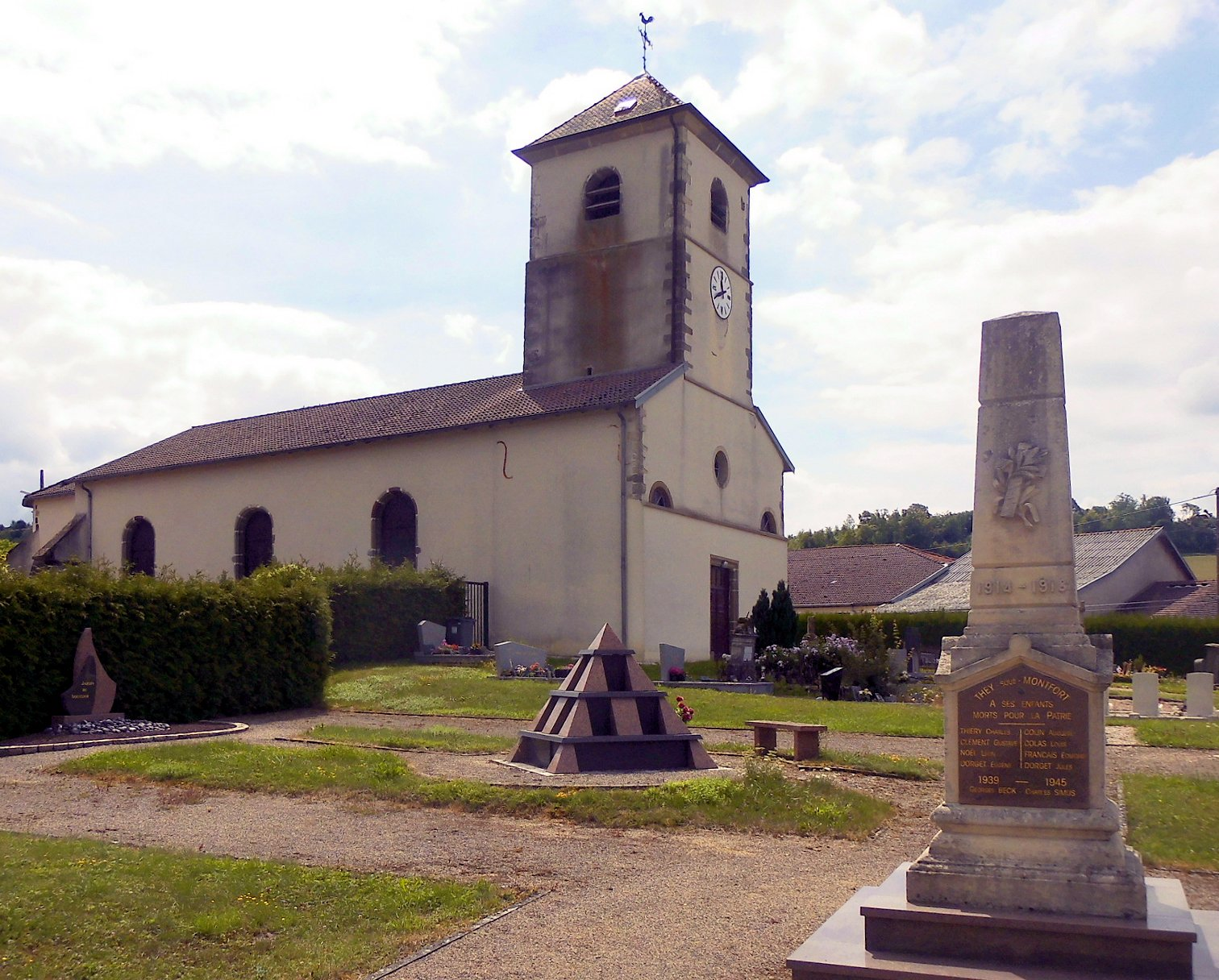
Nordwestseite und Gefallenendenkmal

- Gefallenendenkmal
- Soldatenfriedhof
- Brunnen

They-sous-Montfort
- Kirche Saint-Symphorien
- Südostseite
- Nordwestseite und Gefallenendenkmal

## Wirtschaft und Infrastruktur
They-sous-Montfort ist bäuerlich geprägt. In der Gemeinde sind fünf Landwirtschaftsbetriebe ansässig (Milchviehhaltung, Pferdezucht).
Im 16 Kilometer entfernten Bulgnéville besteht ein Anschluss an die Autoroute A31. In der nahegelegenen Stadt Vittel befindet sich der nächstgelegene Bahnhof – an der Bahnstrecke Merrey–Hymont-Mattaincourt.

## Belege
1. ↑  They-sous-Montfort auf cassini.ehess
2. ↑  They-sous-Montfort auf insee.fr
3. ↑  Landwirtschaftsbetriebe auf annuaire-mairie.fr (französisch)